# Жилкина, Елена Викторовна
Еле́на Ви́кторовна Жи́лкина (14 [27] декабря 1902, село Лиственичное Иркутской губернии — 21 сентября 1997, Москва) — русская поэтесса. Член Союза писателей СССР (с 1958). Член Союза российских писателей.

## Биография
Родилась 14 [27] декабря 1902 года в Иркутске, крещена 28 декабря 1902 года [10 января 1903 года] в иркутском Воскресенском (Тихвинском) храме священником Алексием Орловым. В детские годы с родителями жила в селе Лиственичное (ныне — посёлок Листвянка) Иркутской губернии на берегу Байкала.
Окончила Иркутский государственный университет, работала учителем в селе Хилок Читинской области, затем в Иркутске.
В годы Великой Отечественной войны работала в иркутских «Окнах ТАСС», выступала со стихами в школах, сельсоветах, госпиталях.
В 1970-х избиралась депутатом районного и городского советов.
Последние годы жила в Москве. Умерла там же 21 сентября 1997 года.

## Творчество
Первые произведения были опубликованы в сборнике «Стихи», изданном Иркутским литературно-художественным объединением (ИЛХО) в 1925 году.
Первый сборник стихов «Верность» вышел в Улан-Удэ в 1943 году.
Сотрудничала в журналах «Сибирские огни», «Будущая Сибирь», альманахах «Переплав», «Стремительные годы», газетах «Восточно-Сибирская правда», «Советская молодёжь» и других.

## Семья
Отец - Виктор Григорьевич Жилкин, из крестьян села Тельмы, сын старшего военномедицинского фельдшера;
Мать - Татьяна Владимировна Жилкина (в девичестве Попова), дочь заштатного диакона;
Дочь - Татьяна Александровна Жилкина, главный редактор (с 1996 года) журнала «Грани».

## Память
- В Иркутске на доме, где жила Елена Жилкина в память о ней установлена мемориальная доска[4].
- В 2010 году в Иркутске Государственной телерадиокомпанией «Иркутск» при поддержке Министерства культуры и архивов Иркутской области, а также библиотеки имени Молчанова-Сибирского в рамках проекта «Как слово наше отзовётся…» снят телевизионный фильм, посвященный Елене Жилкиной (автор и ведущий — Владимир Скиф, режиссёр — Мария Аристова)[5].
- В 2024 году в Иркутске вышла в свет книга «Созвездие лет» о жизни и творчестве Елены Жилкиной, автор и составитель - Татьяна Александровна Жилкина, дочь Е.В. Жилкиной[6].
- 25 февраля 2025 года состоялось открытие патриотического мероприятия (передвижная планшетная выставка и историко-поэтический вечер) "Живые письма" к 80-летию Победы, рассказывающего о творчестве иркутских поэтов фронтовой поры, в том числе история жизни и творчество Елены Жилкиной (стихотворение «Другу-фронтовику»). Мероприятие подготовлено Иркутским областным краеведческим музеем им. Н.Н. Муравьева-Амурского (отдел «Окно в Азию»)[7].

## Избранная библиография
- Верность: Стихи. — Улан-Удэ: Бурмонгиз, 1943. — 30 с. — 5000 экз.
- Родные ветры: Стихи / Предисловие Сергеева М. Д. — Иркутск: Вост.-Сиб. кн. изд-во, 1972. — 152 с. — 10000 экз.
- Пора листопада: Стихи. — М.: Современник, 1976. — 111 с. — 10000 экз.
- Земные дни: Стихи. — Иркутск: Вост.-Сиб. кн. изд-во, 1982. — 128 с. — 5000 экз.
- Заморозки: Стихи / Предисловие Иоффе С. А.. — М.: Современник, 1986. — 109 с. — 20000 экз.[8]